# Scrobipalpa portosanctana
Scrobipalpa portosanctana is een vlinder uit de familie tastermotten (Gelechiidae). De wetenschappelijke naam is voor het eerst geldig gepubliceerd in 1859 door Stainton.
De soort komt voor in Europa.